# Berners Street hoax

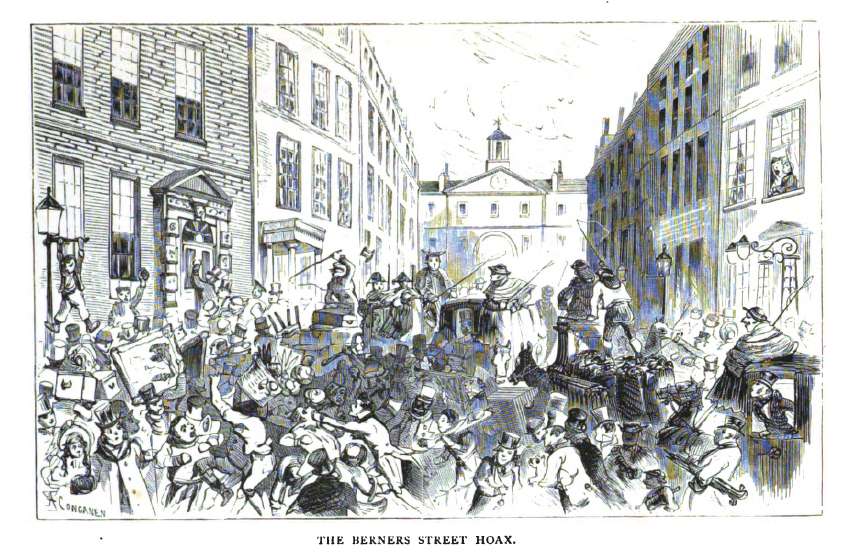
The Berners Street hoax. Tekening door Alfred Concanen

De Berners Street hoax was een practical joke die plaatsvond in de City of Westminster in Londen in 1810. Theodore Hook ging een weddenschap aan met zijn vriend Samuel Beazley dat hij eenieder welk huis in Londen kon omtoveren tot het meest besproken adres van de week. Hij bereikte dit door duizenden brieven te versturen op naam van mevrouw Tottenham (die in Berners Street nummer 54 woonde) met verzoek om leveringen, bezoekers en hulp.
Op 27 november kwam er, om vijf uur ’s morgens, een schoorsteenveger aan om de schoorstenen van het huis van mevrouw Tottenham te vegen. De meid opende de deur en vertelde hem dat er geen schoorsteenveger gevraagd was en dat ze zijn diensten niet nodig hadden. Enkele ogenblikken later stelde nog een schoorsteenveger zich voor, dan nog een, dan nog een, twaalf in totaal. Nadat de laatste was weggestuurd, begonnen er alsmaar leveringen van steenkool toe te komen, gevolgd door een hoop taartenmakers die grote huwelijkstaarten brachten, dan kwamen er dokters, advocaten, dominees en priesters, want iemand had gezegd dat er in het huis iemand op sterven lag. Nog daarna, visverkopers, schoenmakers, twaalf piano’s en zes sterke mannen die een orgel droegen. Hoogwaardigheidsbekleders, zoals de gouverneur van de Bank of England, de Hertog van York, de Aartsbisschop van Canterbury en de burgemeester van Londen, kwamen ook aan bij het huis. De nauwe straatjes geraakten snel verstopt met handelaars en toeschouwers. Er bleven leveringen komen tot in de vroege avond, waardoor het leven in Londen een tijdje stilstond.

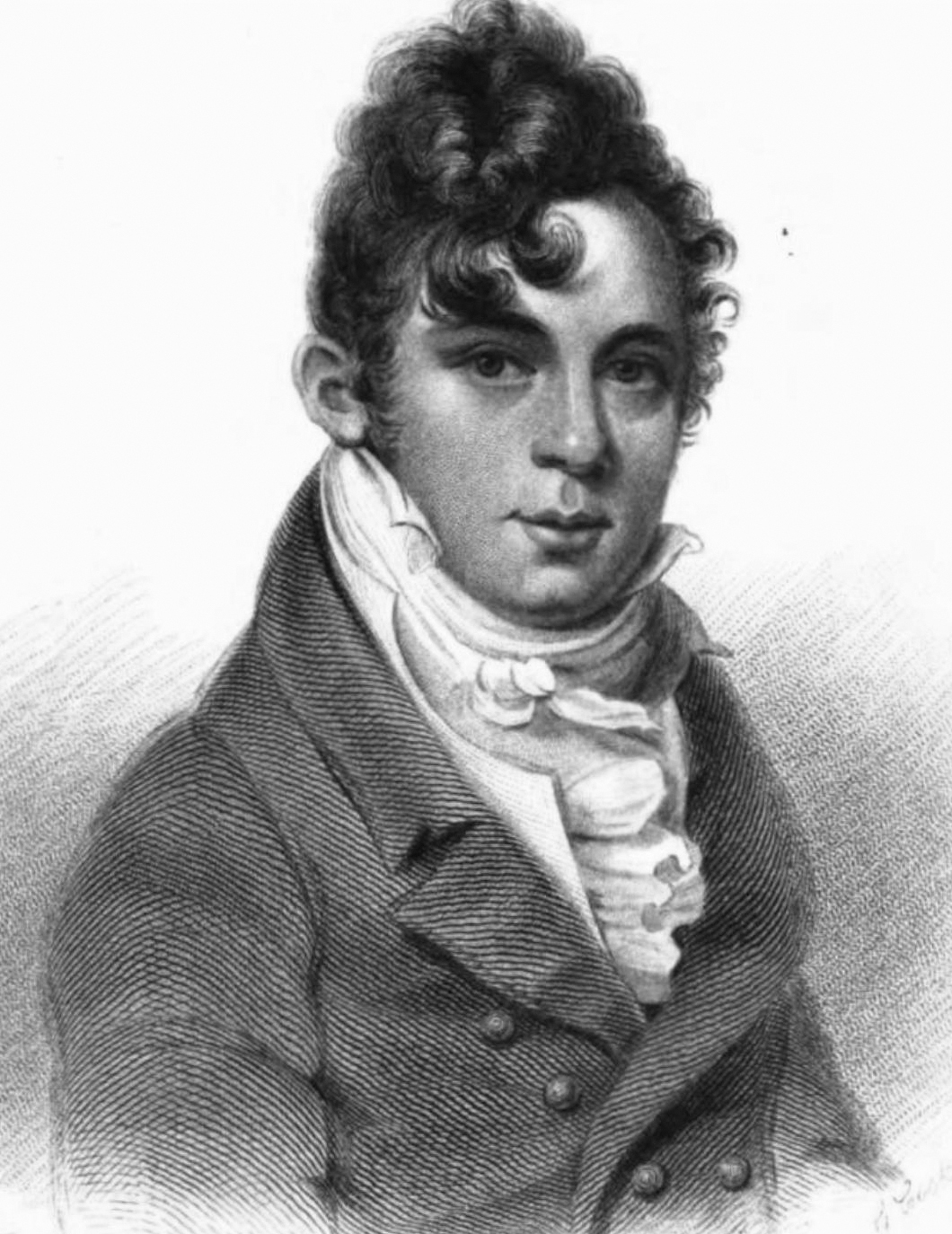
Theodore Hook, dader van de practical joke

Hook en zijn vriend zaten de hele dag in het huis recht tegenover dat van mevrouw Tottenham, kijkend hoe de chaos zich ontwikkelde.
Hoewel er werd geëist dat de dader van deze misplaatste grap gevonden werd, wist Hook te ontkomen, terwijl velen wisten dat hij de verantwoordelijke was.
De plaats waar Berners Street 54 vroeger was, is nu ingenomen door het Sanderson Hotel.